# Орден «За особисту мужність»
О́рден «За особисту мужність» — орден СРСР, заснований Указом Президії Верховної Ради СРСР від 28 грудня 1988.

## Статут ордену
Орден «За особисту мужність» заснований для нагородження громадян СРСР за мужність і відвагу, проявлені при порятунку людей, охороні громадського порядку і соціалістичної власності, в боротьбі із злочинністю, стихійними лихами і при інших надзвичайних обставинах.
Нагородження орденом проводиться:
- за відвагу, проявлену при порятунку людей, припиненні злочинних посягань на їх життя;
- за хоробрість, проявлену в умовах підвищеної небезпеки при охороні громадського порядку захисту соціалістичної власності, при затриманні злочинців і розкритті злочинних груп;
- за мужність і стійкість, проявлені під час стихійних лих, пожеж, аварій, катастроф і інших надзвичайних обставин або ліквідації їх наслідків, внаслідок чого усунена загроза для життя і здоров'я людей, або врятовані крупні матеріальні і духовні цінності;
- за інші самовіддані дії, здійснені при виконання громадянського або службового обов'язку в умовах, пов'язаних з ризиком для життя.

Орден «За особисту мужність» носиться на лівій стороні грудей і за наявності інших орденів СРСР розташовується після ордена Пошани.

## Опис ордену
Орден «За особисту мужність» є злегка опуклою п'ятикутною зіркою, поверхня якої виконана у вигляді променів, що розходяться. У проміжках між тупими кутами зірки розташовані з лівого боку дубова, а з правою — лаврова гілки, сполучені внизу.
В центрі зірки змальований щит, середина якого має злегка опуклу овальну форму, що обрамована обідком. У верхній частині щита розташована п'ятикутна зірочка з серпом і молотом. Під нею знаходиться рельєфний напис «ЗА ЛИЧНОЕ МУЖЕСТВО». У нижній частині щита рельєфна стрічка з написом «СССР».
Промениста п'ятикутна зірка, серп і молот і написи позолочені. Зірочка і стрічка покриті рубіново-червоною емаллю і облямовані позолоченими ободками. Краї щита покриті білою емаллю, внутрішній і зовнішній ободки позолочені. Дубова, лаврова гілки і середина щита оксидовані.
Орден «За особисту мужність» виготовлявся з срібла. Розмір ордена між кінцями протилежних променів зірки — 45 мм. Висота ордена 48 мм, ширина — 44,5 мм. Загальна вага ордена — 33,250±1,620 г.
Орден за допомогою вушка і кільця з'єднується з п'ятикутною колодочкою, обтягнутою шовковою муаровою стрічкою червоного кольору з трьома подовжніми білими смужками по краях. Ширина стрічки — 24 мм. Ширина смужок — по 1 мм.

## Історія ордену
Орден «За особисту мужність» був останнім орденом, заснованим в СРСР до моменту його розпаду.
Орден призначався для нагородження цивільних осіб за проявлену доблесть і мужність.
22 серпня 1988 року було прийнято постанову Президії Верховної Ради СРСР «Про вдосконалення порядку нагородження державними винагородами СРСР», в якому говорилося про створення ордену «За особисту мужність». Розробка проекту стату́ту і опису майбутньої винагороди була доручена Міністерству внутрішніх справ і юстиції СРСР.
Автор проекту ордена — художник Жук А. Б.
Перше нагородження орденом «За особисту мужність» було здійснено Указом Президії Верховної Ради СРСР від 3 лютого 1989 року. Згідно з цим Указом орден «За особисту мужність» № 1 був вручений Єфімової Н. В. — вчительці середньої школи міста Орджонікідзе. Коли група озброєних злочинців захопила автобус і узяла в заручники його пасажирів (31 школяр), Єфімова добровільно залишилася з дітьми і всіляко підтримувала і заспокоювала їх, поки йшли переговори з терористами. В результаті заручники не постраждали.
Знак ордена № 2 був вручений полковникові Кірсанову Ю. С., який брав участь в операції по порятунку дітей і знищенню злочинців. З 26 чоловік, відмічених державними винагородами за цю операцію, він єдиний був удостоєний ордена «За особисту мужність». Останні отримали ордени Червоного Прапора і Червоної Зірки.
Орденом «За особисту мужність» було відмічено вісім спортсменів-альпіністів  — учасників і організаторів експедиції по сходженню на вершину Лхоцзе по Південній стіні в Непалі.
Одними з останніх ордени «За особисту мужність» отримали робітниці Центрального будинку-інтернату міста Барнаул Лідія Іванівна Аветян і Антоніна Георгіївна Пивоварова. Проявивши мужність, холоднокровність і самовідданість вони врятували життя багатьох старезних і інвалідів, вивівши їх з пожежі, а потім допомогли ліквідовувати вогонь, що розбушувався.
Цим же Указом Президії Верховної Ради СРСР від 21 грудня 1991 року, орденами «За особисту мужність» були нагороджені працівники підсобного господарства «Горнослінкино» Уватського району Тюменської області. Це були два шофери — батько і син Кабардинські Олександр Володимирович і Олег Олександрович, а також бджоляр Сергій Олексійович Токарєв, що допомагав ним, за те, що ними була затримана група особливо небезпечних злочинців.
Згідно з Указом від 19 грудня 1991 року орденом «За особисту мужність» нагороджувалася група військовослужбовців — шість офіцерів і один старший сержант, який нагороджувався посмертно.
На Ленінградському Монетному Дворі було виготовлено близько 8 тисяч орденів «За особисту мужність», з яких встигли вручити лише невелику частину.
Всього до кінця 1991 року було зроблено 529 нагороджень орденом «За особисту мужність» громадян СРСР і понад 100 нагороджень громадян іноземних держав.
Як нагорода СРСР, орден проіснував до моменту розпаду Радянського Союзу в 1991 році. Проте, після виходу Указу Президії Верховної Ради Російської Федерації від 2 березня 1992 року № 2424-1 «Про державні винагороди Російської Федерації», орден був відроджений як винагорода РРФСР.
Зовнішній вигляд російського ордена дещо змінився. З червоної стрічки в нижній частині аверсу зник напис «СРСР».
Указом Президента Російської Федерації від 23 червня 1992 року за участь в гасінні пожежі на військовому складі під Єреваном орденом «За особисту мужність» були нагороджені штурман літака Іл-76МД Бабкин І. Г. (орден № 7), заступник міністра МНС Воробйов Ю. Л. (орден № 8), командир екіпажу літака Іл-76МД Закиров І. Р. (орден № 9) і заступник Головного конструктора ОКБ ім. С. В. Ільюшина Таліков Н. Д. (орден № 10).